# Fortificações de Rodes
‎As ‎‎fortificações‎‎ da cidade de ‎‎Rodes‎‎ têm a forma de um crescente defensivo ao redor da cidade medieval e consistem principalmente em uma ‎‎fortificação moderna‎‎ composta por uma enorme muralha feita de um aterro envolto em pedra, equipado com ‎‎escaria,‎‎ ‎‎bastiões,‎‎ ‎‎fosso,‎‎ ‎‎contrascarpa‎‎ e ‎‎glacis.‎‎ A porção de fortificações voltadas para o porto é composta por uma muralha crenelada. Nas torres das toupeiras e fortes defensivos são encontrados. ‎
‎Eles foram construídos pelo ‎‎Cavaleiros Hospitalizados‎‎ de São João, reforçando as muralhas ‎‎bizantinas‎‎ existentes a partir de 1309, ano em que tomaram posse da ilha depois de uma luta de três anos.‎

## História
‎‎Philo de Bizâncio‎‎ autor do tratado "Paraskeuastica" em obras defensivas, ficou em Rodes no século III a.C. e expressou sua admiração por suas muralhas.‎
As fortificações que ainda hoje fazem um cinturão ao redor da cidade medieval, foram restauradas durante a administração italiana da ilha e estão, (em 2011), sendo estudadas, restauradas e mantidas.
‎Depois de sua expulsão de Rodes, os Hospitallers mudaram-se para a ilha de ‎‎Malta‎‎ em 1530. Eles se estabeleceram na cidade de ‎‎Birgu‎‎, e as ‎‎primeiras fortificações que construíram dentro da cidade‎‎ foram em um estilo semelhante às fortificações de Rodes.‎